# کف‌گیر

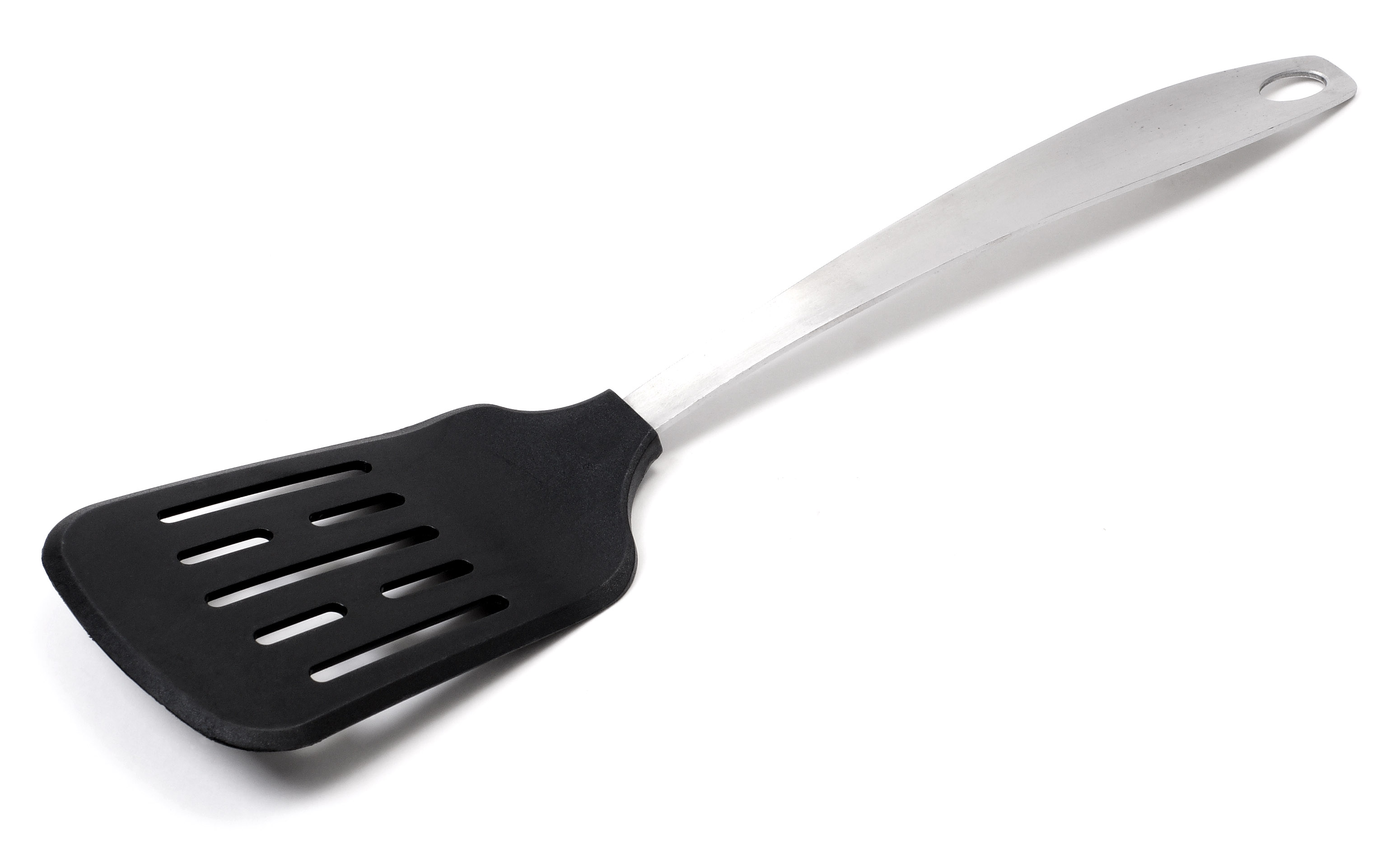
کفگیر تفلون که امروزه در آشپزخانه‌ها کاربرد دارد.

کف‌گیر یکی از اسباب آشپزی است که بدان کف چیزی را گیرند. کفک‌گیر یا کفچه یکی از آلات مطبخ با سوراخ‌های کوچک و دسته دار که کف دیگ را بدان گیرند و پلو را با آن به ظرف‌ها کشند.
در گذشته مرسوم بوده کفگیر فلزی (آهنی) به نام حسوم را در دیگ مسی قرار می‌دادند و آش یا خورش را با آن به‌هم می‌زدند.
به‌تازگی کفگیرهای پلاستیکی به بازار آمده که هواداران بسیاری در میان مردم پیدا کرده است.

## اندازه
کف‌گیر در اندازه‌های دگرگونی وجود دارد:
- کوچک برای استفاده در قابلمه و ماهی‌تابه
- بزرگ برای استفاده در دیگ

## جنس
کف‌گیر با جنس‌های دگرگونی وجود دارد که مرسوم‌ترین آنها به شرح زیر است:
- مسی
- چوبی
- پلاستیکی
- تفلون
- از جنس روی

## کاربر لغوی در ادبیات
به ته دیگ خوردن کفگیر؛ کنایه از تمام شدن مال، به پایان رسیدن دارایی، بی‌پول شدن
گردون کاسه چشم چو کفگیر جمله چشم نظاره روی زنده دلان کفن درش.
دستت همه عظم همچوملعق جانی همه رخنه همچو کفگیر.
در ادبیات انگلیسی قدیمی‌ترین کاربرد کف‌گیر (به انگلیسی: Spatula) به سال ۱۵۲۵ میلادی برمی‌گردد. در کاربرد امروزی، برای آنچه ما در زبان فارسی بکار می‌گیریم دو برابر در زبان انگلیسی می‌باشد. نخستین (به انگلیسی: Turner) است که اختصاصاً به وسیله‌ای گفته می‌شود که برای برگرداندن غذا (مانند کوکو) استفاده می‌شود. و دیگری (به انگلیسی: Skimmer) است که برای کشیدن غذاهای مانند پلو استفاده می‌شود. که ما برای هر دو ابزار در فارسی از واژه کفگیر استفاده می‌کنیم.